# Music Bank (program telewizyjny)
Music Bank (Hangul: 뮤직뱅크) – południowokoreański program muzyczny nadawany w stacji KBS2. Emitowany jest na żywo w każdy piątek od 17:00 do 18:30 KST. Jest nadawany ze studia KBS New Wing Open Hall (KBS 신관 공개홀) w Yeouido-dong 18, Yeongdeungpo-gu (Seul).

## Oficjalni prowadzący
- Hyun Woo, Kim Min-ji (2010.12.03 – 2011.10.21, odc. 582–625)
- Hyun Woo, Uee (2011.10.28 – 2011.11.11, odc. 626–628)
- Lee Jang-woo, Uee (2012.01.06 – 2013.04.05, odc. 635–695)
- Jeong Jin-woon, Park Se-young (2013.04.12 – 2013.10.18, odc. 696–719)
- Park Seo-joon, Yoon Bo-ra (2013.10.25 – 2015.04.24, odc. 720–783)
- Park Bo-gum, Irene (2015.05.01 – 2016.06.24, odc. 784–842)
- Kang Min-hyuk, Solbin (2016.07.01 – 2016.11.04, odc. 843–860)
- Lee Seo-won/specjalny MC, Solbin (2016.11.11 – 2018.06.08, odc. 861–932)[2]

## Historia
Przed Music Bank swoją premierę miał program Top 10 Songs (가요톱10), był emitowany na żywo w piątki o 18:30 (KST) od 1981 do 1998 roku. Przez kilka pierwszych miesięcy 1998 roku jego miejsce zajął program Bravo New Generation, ale ze względu na niską oglądalność szybko został zastąpiony przez Music Bank 18 czerwca 1998 roku.
W 2005 roku emisja programu została przeniesiona na soboty o 12:45 (KST). Ze względu na słabnącą oglądalność, we wrześniu 2007 roku program powrócił do pierwotnej ramówki w piątkowe wieczory o 18:30 (KST) i formatu emisji na żywo.

## K-Chart
Ranking K-Chart bierze pod uwagę sprzedaż cyfrową (65%), sprzedaż fizyczną (5%), liczbę emisji na KBS TV (20%) oraz Viewers Choice Charts (10%). W programie prezentowane jest Top 50 piosenek tygodnia, z których piosenki 21-50 pokazywane są za pomocą ramki, a piosenki 20-3 są prezentowane przez prowadzących. Następnie prowadzący przedstawiają dwie najlepsze piosenki i ogłaszają, która z nich została zwycięzcą owego tygodnia. 
Piosenka, która w rankingu jest najwyżej zostaje zwycięzcą i otrzymuje nagrodę.

## OST Chart
Music Bank to pierwszy publiczny program telewizyjny z rankingiem piosenek ze ścieżek dźwiękowych. Ranking ruszył 28 stycznia 2011 roku jako oddzielny od rankingu K-Chart. Zwycięzcom danego tygodnia nie przyznawane są nagrody.